# پیر سیمون لاپلاس
پیِر-سیمون، مارکیز دو لاپلاس (به فرانسوی: Pierre-Simon, marquis de Laplace) (زاده ۲۳ مارس، ۱۷۴۹ در نورماندی – درگذشته ۵ مارس ۱۸۲۷ در پاریس) محقق و دانشمند فرانسوی بود که کار او برای توسعه مهندسی، ریاضیات، آمار، فیزیک، ستاره‌شناسی و فلسفه مهم بود.
او کار پیشینیان‌ش را در مجموعهٔ پنج جلدی رساله مکانیک آسمانی (۱۷۹۹–۱۸۲۵) خلاصه کرد و گسترش داد. با این کار، مطالعه مکانیک کلاسیک براساس اصول هندسه را به مطالعه بر اساس حسابان تغییر داد و طیف وسیعی از مسائل را پیش نهاد. در آمار، تفسیر بیزی در احتمالات را عمدتاً لاپلاس توسعه داده‌است.
او نخستین کسی بود که معادله لاپلاس را بررسی کرد و پیش‌گام تبدیل لاپلاس بود که در بسیاری از شاخه‌های فیزیک‌ریاضی به‌کار می‌رود؛ زمینه‌ای که او نقش اصلی در شکل‌گیری آن داشت. عملگر لاپلاسی، که گسترده در ریاضیات استفاده می‌شود، نیز ازوست. او فرضیه سحابی مبدأ منظومه شمسی را پیش نهاد و گسترش داد و از نخستین دانشمندانی بود که سیاه‌چاله‌ و فروپاشی گرانشی را مطرح کرد.
لاپلاس، از بزرگترین دانشمندان تاریخ شناخته می‌شود و او را گاهی نیوتن فرانسه می‌خوانند. استعداد لاپلاس در ریاضی خارق‌العاده و برتر از هم‌عصران او توصیف شده‌است.

## زندگی
پیر سیمون لاپلاس، بیست‌وسوم مارس ۱۷۴۹، حوالی «پون لوک» فرانسه زاده‌شد. پدرش، زمین‌داری ثروتمند بود و می‌خواست که او علوم دینی بخواند و در آن به موفقیت برسد. ولی لاپلاس به پیشنهاد دالامبر که مشهورترین ریاضی‌دان فرانسوی آن زمان بود، به تحصیل ریاضیات در کنار خود او پرداخت.
لاپلاس پدیدآورنده معادله لاپلاس است. اما تبدیل لاپلاس، که تنها به‌افتخارش نامیده‌شده، در اصل از سوی اویلر پیش نهاده‌شده و لاپلاس آن را در آثارش در نظریه احتمالات به کار برده‌است.
گذشته از معادله لاپلاس که در فیزیک‌ریاضی استفاده می‌شود، نگاشت خطی دیفرانسیلی لاپلاس نیز به به‌افتخارش نامیده شده‌است. او، ۱۸۰۶ میلادی، لقب اشرافی کنت گرفت و ۱۸۱۷ پس از بازگشت بوربون‌ها، لقب مارکیز گرفت.
لاپلاس از اثرگذارترین دانش‌مندان تاریخ است. او به‌محض‌اینکه ریاضی‌دان مشهوری شد و به افتخاراتی رسید، اصل‌ و نسب‌ش را پنهان می‌کرد. مشهور است که لاپلاس برای ملاقات دالامبر، ریاضی‌دان معروف، در یکی از روزهای سال ۱۷۷۰ به خانه او می‌رود و دالامبر بااینکه سفارش‌هایی درباره‌ لاپلاس شده‌بود، کمک چندانی به او نمی‌کند. لاپلاس نومید نمی‌شود و نامه‌ای برای دالامبر می‌فرستد و در آن ایده‌هایش را دربارهٔ مکانیک شرح می‌دهد. دالامبر به‌محض خواندن نامه نویسنده را احضار می‌کند و به او می‌گوید «چنان‌که می‌بینید من به سفارش اهمیت نمی‌دهم، اما شما برای شناساندن خود کار خوبی کردید.» دالامبر بی‌درنگ لاپلاس را استاد مدرسه نظامی پاریس می‌کند.
لاپلاس نخست مقالاتی دربارهٔ حساب انتگرال، اخترشناسی، ریاضی کیهان‌شناسی، نظریه بازی‌های بخت‌آزمایی و علیت نوشت. در این دوره سازنده، او سبک و شهرت و موضع فلسفی و برخی شیوه‌های ریاضی خود را ساخت و پرداخت، و برنامه‌ای برای پژوهش در احتمالات و مکانیک سماوی ریخت و بقیه عمر را به کار ریاضی دربارهٔ آنها پرداخت.
سپس، در هر دو زمینه به نتایجی عمده رسید که به‌سبب آنها مشهور است. بعدها آنها را در دو رساله بزرگش، مکانیک سماوی (۱۷۹۹–۱۸۲۵) و نظریه تحلیلی احتمالات (۱۸۱۲) گنجاند. بررسی بخش بزرگی از این مسائل به شیوه‌های ریاضی صورت گرفت که او آن زمان یا پیش‌از آن، ابداع کرده‌بود. مهم‌ترین آن‌ها، از توابع مولد، که از آن پس به نام وی خوانده شدند. بسط، که آن نیز در نظریه دترمینانها به نام وی گردید، تغییر مقادیر ثابت به منظور رسیدن به راه حل‌های تقریبی در انتگرال‌گیری عبارتهای اخترشناسی و تابع گرانشی تعمیم‌یافته که بعدها با دخالت پواسون به صورت تابع پتانسیل برق و مغناطیس قرن نوزدهم درآمد. همچنین، در همین دوره بود که لاپلاس به سومین حوزه علایق‌ش، فیزیک، و با لاووازیه در نظریه گرما، پرداخت و کم‌وبیش در نتیجه آن همکاری بود که او یکی از اعضای اثرگذار حلقه درونی مجمع علمی شد.
نخستین دغدغه فکری لاپلاس، دنبال‌کردن کار نیوتن بود، زیرا نیوتن قانون اصلی مکانیک آسمانی را یافته‌ بود و لاپلاس می‌خواست آن را درباره همه منظومه شمسی به‌کار برد. لاپلاس شروع به تعیین قوانین مکانیک سیارات کرد تا نشان دهد که آن‌ها مانند سایر اجسام، تابع قوانین فیزیک هستند. اولین چیزی که لاپلاس نزد خود مطرح کرد، ثبات منظومه شمسی است، که آیا در وضعی که داراست می‌ماند یا سرانجام ماه روی زمین می‌افتد و سیارات به خورشید برخورده، نابود می‌شوند. نیوتن هم آن را مطرح کرده‌ بود و به این نتیجه رسیده‌ بود که باید گاه‌گاهی دست خداوند در کار بیاید و حرکات آنها را به جریان عادی برگرداند. ولی لاپلاس بیان کرد گرچه وضع سیارات نسبت به خورشید تغییر می‌کند ولی این تغییرات تناوبی است. لاپلاس همه این اکتشافات را زیر عنوان «مکانیک آسمانی» منتشر کرد. اما چون فهم مطالبش برای همه‌ ممکن نبود، تصمیم گرفت کتابی دیگر بنویسد که عوام هم از آن بهره‌ برند. نام این کتاب، «شرح دستگاه‌های جهانی» بود.
لاپلاس  افزون‌بر نجوم و ریاضیات، استادی عالی‌قدر در علم فیزیک بود و دربارهٔ لوله‌ مویین و انتشار امواج صوتی مطالعه فراوانی داشت. از مهم‌ترین آثار لاپلاس «تئوری تحلیلی احتمالات» است که ۱۸۱۲، نوشت.
گرچه لاپلاس دانشمندی بی‌همتا بود، تملق حکومت‌های فرانسه، که پی‌درپی عوض می‌شدند، می‌گفت و سود می‌برد؛ دربرابر ناپلئون تا زانو خم می‌شد و برای آن از سوی او به مقام کنت، سناتور، و ریاست مجلس سنا رسید. اما وقتی ناپلئون اسیر شد، به او پشت کرد و به برکناری‌اش رأی داد و خود را در دامان لویی هجدهم انداخت و از سوی او، رئیس کمیته تجدید تشکیلات مدرسه پلی‌تکنیک و عضو مجلس اعیان شد. لاپلاس، اما جوانان را تشویق و کمک می‌کرد؛ روزی که یکی از اکتشافات جوان ناشناسی به نام «بیو» از سوی آکادمی تمجید شد، او را نزد خود خواند و معلوم شد لاپلاس پیشتر آن را بررسی کرده‌ بود.
لاپلاس پایان عمر را در «آرکوی» نزدیک پاریس در عمارت ییلاقی‌اش که نزدیک برتوله بود گذراند. او، پنجم مارس ۱۸۲۷ در هفتاد و هشت‌ سالگی درگذشت. آخرین حرف او این بود: «آنچه می‌دانیم ناچیز، و آنچه نمی‌دانیم بزرگ و فراخ‌ست.»

## نگارخانه

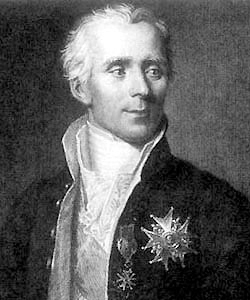
پیر سیمون دو لاپلاس (۱۷۴۹–۱۸۲۷)
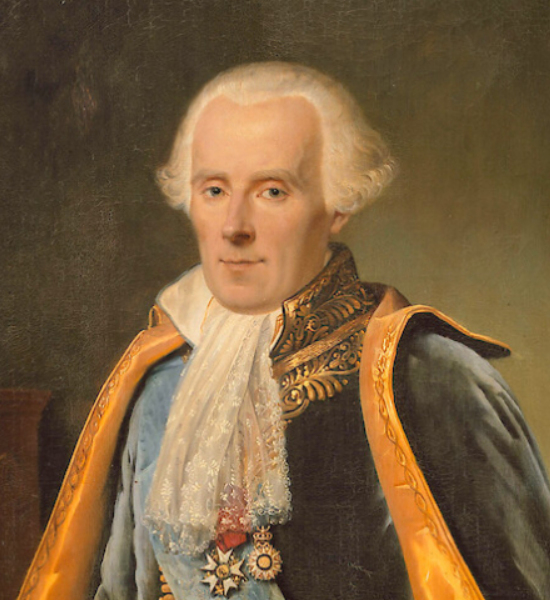
پیر سیمون دو لاپلاس، نقاشی از قرن نوزدهم